# Kadriye
Kadriye ist ein türkischer weiblicher Vorname arabischer Herkunft mit der Bedeutung „Wert“ und kommt u. a. in der Türkei und auf dem Balkan vor. Die männliche Form des Vornamens ist Kadri.

## Namensträgerinnen
- Kadriye Aydın (Juristin) (* 1970), türkisch-deutsche Juristin, Vorstandsmitglied des Interkulturellen Rats in Deutschland
- Kadriye Aydın (Leichtathletin) (* 1995), türkische Hochspringerin
- Kadriye Karcı (* 1961), türkischstämmige deutsche Politikerin (Die Linke)
- Kadriye Nurmambet (1933–2023), krimtatarisch-rumänische Volkssängerin
- Kadriye Partici (1947–1971), letzte in der Türkei hingerichtete Frau
- Kadriye Şenses (* 1978), kurdisch-türkische Sängerin Rojda

## Weiteres
- Kadriye (Landkreis Serik), Ortschaft im türkischen Landkreis Serik